# Le Messager Ngozi FC
Le Messager Ngozi Football Club w skrócie Le Messager Ngozi FC – burundyjski klub piłkarski grający w burundyjskiej pierwszej lidze, mający siedzibę w mieście Ngozi.

## Sukcesy
- I liga[1]:
  - mistrzostwo (3): 2017/2018, 2019/2020, 2020/2021.
  - wicemistrzostwo (1): 2015/2016.

- Puchar Burundi[2]:
  - zwycięstwo (1): 2016.
  - finał (2): 2014, 2017.

## Występy w afrykańskich pucharach
| Sezon     | Rozgrywki           | Runda   | Kraj     | Klub                   | Dom | Wyjazd | Dwumecz |
| --------- | ------------------- | ------- | -------- | ---------------------- | --- | ------ | ------- |
| 2015      | Puchar Konfederacji | wstępna | Angola   | Sport Luanda e Benfica | 0–1 | 0–2    | 0–3     |
| 2017      | Puchar Konfederacji | wstępna |          | KVZ SC                 | 3–0 | 1–2    | 0–3     |
| 2017      | Puchar Konfederacji | 1       | Zambia   | ZESCO United           | 2–2 | 0–2    | 2–4     |
| 2018/2019 | Liga Mistrzów       | wstępna | Egipt    | Ismaily SC             | 0–1 | 1–2    | 1–3     |
| 2020/2021 | Liga Mistrzów       | wstępna | Eswatini | Young Buffaloes FC     | 1–1 | 0–0    | 1–1     |
| 2021/2022 | Liga Mistrzów       | 1       | Niger    | US GN                  | 0–1 | 1–1    | 1–2     |

## Stadion
Domowe mecze klub rozgrywa na stadionie o nazwie Stade Urukundo w Ngozi, który może pomieścić 5000 widzów.

## Reprezentanci kraju grający w klubie
Stan na maj 2023.
| - Abdoul Amini - Olivier Bayizere - Eric Mbirizi - Akbar Muderi - Iddy Muselemu | - Jumaine Ramadhani - Onesime Rukundo - Enock Sabumukama - Cédrick Urasenga |